# Hirtella subglanduligera
Hirtella subglanduligera är en tvåhjärtbladig växtart som beskrevs av Pilg.. Hirtella subglanduligera ingår i släktet Hirtella och familjen Chrysobalanaceae. Inga underarter finns listade i Catalogue of Life.